# Molson Coors Brewing Company
De Molson Coors Brewing Company (MCBC) is een Noord-Amerikaanse brouwerijgroep met hoofdzetel in Denver, Colorado. MCBC is een grote internationale bierbrouwer en stond in 2019 op de vijfde plaats wereldwijd.

## Activiteiten
MCBC is een grote bierbrouwerij. In 2016 lag de totale productie op 63 miljoen hectoliter bier. Ongeveer driekwart van al het bier wordt verkocht in Noord-Amerika. De Verenigde Staten is veruit de belangrijkste afzetmarkt gevolgd op grote afstand door Canada. De tweede markt is Europa. Minder dan 5% van het bier wordt in andere landen verkocht. 
Per eind 2016 had het bedrijf 17.400 voltijdse medewerkers in dienst, waarvan 8100 in de VS, 6100 in Europa en 2600 in Canada.
De aandelen van het bedrijf staan genoteerd aan de New York Stock Exchange en de aandelen van het dochterbedrijf Molson Coors Canada Inc. aan de Toronto Stock Exchange. Per 31 december 2016 had het bedrijf een marktkapitalisatie van US$ 20,9 miljard, maar dit was gedaald naar US$ 10,0 miljard per jaareinde 2020.

### Resultaten
In de onderstaande figuur een overzicht van de resultaten van Molson Coors sinds 2009 zoals gerapporteerd in de jaarverslagen. Het aandeel in de winst van MillerCoors levert een grote bijdrage aan de nettowinst van het bedrijf. Door de koop van alle aandelen in de joint venture worden de cijfers vanaf 11 oktober 2016 geconsolideerd. De koop leidde tot een herwaardering van het bestaande belang in de joint venture en dit leverde een aanzienlijke boekwinst op van $ 3 miljard in 2016. Vanaf 2019 dalen de bierverkopen mede door de gevolgen van de coronapandemie. In 2020 besloot het bedrijf $ 1,5 miljard af te schrijven op de waarde van de activiteiten in Europa waardoor het bedrijf in de verliezen geraakte.
| Jaar | Omzet (excl. bieraccijns) | Bedrijfsresultaat | waarvan MillerCoors | Nettowinst | Biervolume (in miljoen hl) |
| ---- | ------------------------- | ----------------- | ------------------- | ---------- | -------------------------- |
| 2009 | $ 3032                    | $ 754             | $ 382               | $ 723      | 50                         |
| 2010 | $ 3254                    | $ 865             | $ 456               | $ 710      | 48,7                       |
| 2011 | $ 3516                    | $ 893             | $ 458               | $ 674      | 48,4                       |
| 2012 | $ 3917                    | $ 867             | $ 511               | $ 442      | 55,1                       |
| 2013 | $ 4206                    | $ 806             | $ 539               | $ 565      | 59,7                       |
| 2014 | $ 4146                    | $ 727             | $ 562               | $ 514      | 59,0                       |
| 2015 | $ 3568                    | $ 522             | $ 516               | $ 360      | 58,1                       |
| 2016 | $ 4885                    | $ 3309            | $ 501               | $ 1976     | 63,0                       |
| 2017 | $ 11.003                  | $ 1725            | -                   | $ 1414     | 94,0                       |
| 2018 | $ 10.770                  | $ 1632            | -                   | $ 1117     | 92,1                       |
| 2019 | $ 10.579                  | $ 764             | -                   | $ 242      | 88,9                       |
| 2020 | $ 9654                    | $ -409            | -                   | $ -949     | 82,0                       |

## Geschiedenis
Medio 2004 kondigden de Canadese Molson Brewery en de Amerikaanse Coors Brewing Company een fusie aan. Coors stond op de derde plaats in de Verenigde Staten (VS) en samen werden ze de vijfde brouwerij ter wereld gemeten naar volume. De twee gaan samen onder de nieuwe bedrijfsnaam Molson Coors Brewing Company (MCBC) en produceerden zo'n 60 miljoen hl bier. Eric Molson werd voorzitter van de toezichtsraad en Leo Kiely, de CEO van Coors, werd de nieuwe bestuursvoorzitter van MCBC. Op 7 februari 2005 werd de transactie afgerond. 
In 2006 verkocht MCBC een aandelenpakket in de Braziliaanse bierbrouwer Cervejarias Kaiser, ook actief in Mexico. De Mexicaanse bierbrouwer FEMSA kreeg 68% van de aandelen Kaiser waarvoor het US$ 68 miljoen betaalde, Molson hield 15% van de aandelen en Heineken hield het 17% belang. Een jaar later werden twee nieuwe brouwerijen geopend in Elkton (VS) en in Moncton in Canada. 
In 2008 werd een joint venture in de Verenigde Staten opgericht met SABMiller onder de naam MillerCoors. Het samengaan van de twee leidde tot een marktaandeel van 29% in de Verenigde Staten, nog ver achter Anheuser-Busch met een marktaandeel van 49%. SABMiller kreeg 58% van de aandelen en Molson Coors de resterende 42%, maar beide partijen hebben evenveel stemrecht. Beide aandeelhouders hebben het recht van eerste koop als de andere aandeelhouder in de joint venture wil of moet verkopen.
Vervolgens werd in 2010 een joint venture opgericht met de Chinese Hebei Si'Hai Beer Company en wordt met brouwen begonnen in de Molson Coors Si'Hai brouwerij te Chengdu.
In 2012 werd de brouwerijgroep Starbev, de voormalige Centraal-Europese activiteiten van AB InBev, overgekocht van CVC Capital Partners en hernoemd naar Molson Coors Central Europe. In 2013 wordt deze maatschappij samengevoegd met Molson Coors UK & Ireland onder een nieuwe naam Molson Coors Europe.
Op 11 november 2015 maakte AB InBev het bod op SABMiller bekend. Tegelijk werd bekend dat het belang van SABMiller in MillerCoors voor US$ 12 miljard overgaat naar Molson Coors. Met deze transactie wil de nieuwe fusiegroep voorkomen dat ze te groot wordt in de Verenigde Staten waardoor de Amerikaanse mededingsautoriteiten de fusie zullen blokkeren. Molson Coors kan overigens alleen het belang overnemen als de fusie van de twee biergiganten definitief wordt. Wanneer MillerCoors volledig in handen is zal de omzet van Molson Coors met zo’n 5 miljard dollar toenemen en de totale bierafzet stijgen tot ruim 100 miljoen hl. Op 11 oktober 2016 werd de transactie afgerond. De voormalige joint venture MillerCoors komt hiermee volledig in handen van Molson Coors. Voorheen werd alleen de nettowinst van het minderheidsbelang in MillerCoors in de cijfers meegenomen, maar vanaf deze dag wordt het volledig geconsolideerd.

## Brouwerijen

### Canada
- Creemore Brewery, Creemore Springs, Ontario
- Toronto Brewery, Toronto, Ontario
- Granville Island Brewery, Granville Island, Brits-Columbia
- Vancouver Brewery, Vancouver, Brits-Columbia
- Montreal Brewery, Montreal, Quebec
- St. Johns Brewery, St. John's, Newfoundland en Labrador
- Moncton Brewery, Moncton, New Brunswick

### Verenigde Staten
- Albany Brewery, Albany, Georgia
- Golden Brewery, Golden, Colorado
- Trenton Brewery, Trenton, Ohio
- Leinenkugal Brewery, Chippewa Falls, Wisconsin
- Irvindale Brewery, Irvindale, Californië
- Eden Brewery, Egden, North Carolina
- Fort Worth Brewery, Fort Worth, Texas
- Milwaukee Brewery, Milwaukee, Wisconsin
- Shenandoah Brewery, Elkton, Virginia

### Europa
- Brouwerij Kamenitza, Plovdiv, Bulgarije
- Brouwerij Haskovo, Haskovo, Bulgarije
- Brouwerij Zagreb, Zagreb, Kroatië
- Brouwerij Ostravar,Ostrava, Tsjechië
- Brouwerij Staropramen, Praag, Tsjechië
- Brouwerij Pardubický pivovar, Pardubice, Tsjechië
- Brouwerij Borsodi, Boc, Hongarije
- Brouwerij Trebjesa, Trebjesa, Montenegro
- Brouwerij Bergenbier, Ploiesti, Roemenië
- Brouwerij Apatin, Apatin, Servië
- Alton Brewery, Alton, Engeland
- Burton Brewery, Burton on Trent, Engeland
- Sharp's Brewery, Rock, Engeland
- Tower Brewery, Tadcaster, Engeland

### Rest van de wereld
- Si'Hai Brewing Company, Chengde, China
- Molson Coors Cobra Brewery, Bihar, India
- Patna Brewery, Patna, India
- Obolon Brewery, Kiev, Oekraïne